# María Rosa Alonso
María Rosa Alonso Rodríguez (Tacoronte, Tenerife, 28 de diciembre de 1909-Puerto de la Cruz, Tenerife, 27 de mayo de 2011) fue una profesora, filóloga y ensayista canaria.

## Biografía
Nació en la localidad tinerfeña de Tacoronte en 1909,y fue la tercera de los hijos del matrimonio formado por Rosalía Rodríguez, maestra nacional en Guamasa y Ambrosio Alonso, que era comisionista. En 1905 había nacido, tras su hermana mayor Nieves, su hermano Elfidio, periodista y político español durante el periodo de la Segunda República.

### Trayectoria profesional
Escribió sus primeros artículos periodísticos firmando con el pseudónimo de María Luisa Villalba. Comenzó con una publicación titulada En torno a los libros de la guerra, publicado en el periódico La Tarde en 1930. En 1932 promovió la creación del Instituto de Estudios Canarios, siendo fundadora del mismo. También desde 1939 fue miembro del museo Canario, si bien ya había colaborado con el mismo con un trabajo sobre Viera y Clavijo. Perdió su beca por discrepancias ideológicas con el régimen franquista, y comenzó a buscar trabajos en la isla para ahorrar lo suficiente y volver a Madrid.En 1941 se licenció en Filología española en Madrid, habiendo sido alumna, entre otros, de Ortega y Gasset y Américo Castro.
Entre 1942 y 1953 fue profesora de la Facultad de Filosofía y Letras de la universidad de La Laguna. Se doctoró en la universidad Central de Madrid en 1948 con una tesis titulada El Poema de Viana, Estudio histórico-literario de un poema épico del siglo XVII, dirigida primero por Dámaso Alonso y luego por Joaquín de Entrambasaguas. Continuó su labor investigadora publicando diversos trabajos y artículos. Pasó además por problemas derivados de sus tendencias políticas: fue proscrita por el régimen de Franco debido a la filiación republicana de su familia. Su hermano Elfidio Alonso había sido diputado por el partido de Unión Republicana y se encontraba en el exilio y condenado a muerte. Cuando inició los trámites para presentarse a cátedra de la Universidad, se le comunicó, extraoficialmente pero con mucha claridad, que jamás conseguiría ser catedrática.
Renunció pues a la docencia universitaria y emigró a Venezuela en 1953. Entre 1958 y 1967 fue profesora de Filología española en la Universidad de los Andes, en Mérida, Venezuela. En 1968 se traslada a Madrid, publicando nuevos trabajos, cultivando también la prosa narrativa y participando en la fundación Politeia, dedicada al fomento y desarrollo de actividades culturales y artísticas. En 1999 regresa definitivamente a Tenerife.
Fue secretaria y redactora de la revista estudiantil Cuadernos de la Facultad de Filosofía y Letras de Madrid y también secretaria de la Revista de Historia de la Universidad de La Laguna.
Falleció en 2011 en Tenerife, a la edad de 101 años, legando una extraordinaria y valiosísima aportación a los estudios humanísticos.

## Premios y reconocimientos
- 1944 Premio del Ayuntamiento de Las Palmas de Gran Canaria con el texto Canarias en su alma y expresión literaria.[6]
- 1949 Primer premio en el certamen del Ateneo de La Laguna por el título La obra de Manuel Verdugo.[6]
- 1974 Premio de periodismo Leoncio Rodríguez.[7]
- 1968 Medalla de Bronce de la Orden 27 de junio por el Ministerio de Educación de Venezuela.[6]
- 1969 Diploma de Honor y la Medalla de Plata por la Universidad de Los Andes (Venezuela).[6]
- 1982 Medalla de Oro de la Isla de Tenerife.[9]
- 1986 Premio Espiral del Centro de la Cultura Popular Canaria.
- 1987 Premio Canarias de Literatura (ex aequo).[6]
- 1994 Doctora Honoris Causa por la Universidad de La Laguna.[10]

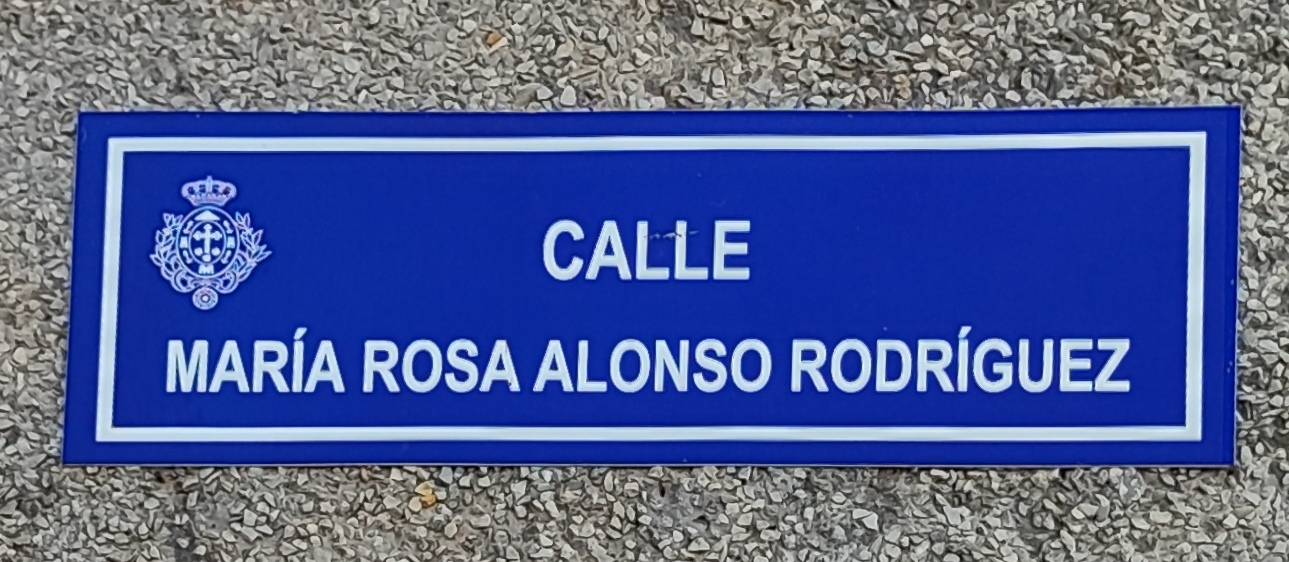
Calle en Santa Cruz de Tenerife

- 2005 Miembro de Honor de la Real Academia Canaria de Bellas Artes.[9]
- 2010 Celebración del Día de las Letras Canarias en su honor, dando cumplimiento a una resolución del Parlamento de Canarias. La propuesta contó con la adhesión de 44 instituciones públicas y 56 asociaciones, fundaciones, editoriales y personalidades del mundo de la cultura.
- 1982 Miembro de Honor de la Asociación de la Prensa de Tenerife.[7]
- Calle en Santa Cruz de TenerifeMiembro de Honor de la Real Sociedad Económica de Amigos del País de Tenerife, y del Instituto de Estudios Canarios.[10]
- El instituto antes llamado IES Añaza en el barrio de Añaza, Tenerife cambió de nombre a IES Mª Rosa Alonso como homenaje.[11]
- Calles de Santa Cruz de Tenerife,[10]La Laguna y Güimar, llevan su nombre.

## Obras y trabajos
Además de sus colaboraciones en la prensa destacaron sus trabajos de crítica literaria, que abarcan tanto el Renacimiento español como el Siglo de Oro, el Romanticismo y el Modernismo. En cuanto a la literatura canaria la trata, desde sus orígenes hasta la actualidad. Sus vastos conocimientos la llevaron también a ocuparse del idioma español.
- San Borondón, signo de Tenerife (1940)
- En Tenerife, una poetisa. Victoria Bridoux Mazzini 1935-1862 (1940 y 1944).
- Un rincón tinerfeño. La Punta del Hidalgo (1944)
- Con la voz del silencio (1945)
- Otra vez (novela) (1951)
- El Poema de Viana (1952)
- Pulso del tiempo (1953)
- Manuel Verdugo y su obra poética (1955)
- Residente en Venezuela (1960)
- Apuntes de ortografía española con explicaciones de léxico. Para uso de principiantes (1966)
- Sobre el español que se escribe en Venezuela (1967)
- Papeles tinerfeños (1972)
- La ciudad y sus habitantes (1989)
- Santa Cruz, vocación de futuro (1989).
- Las generaciones y cuatro estudios (1990).
- La Luz llega del Este (1998)